# Alexander McQueen (công ty)
Alexander McQueen là một nhà thời trang xa xỉ Anh được thành lập bởi nhà thiết kế Alexander McQueen vào năm 1992. Hiện nay, Giám đốc sáng tạo của thương hiệu là Sarah Burton.

## Lịch sử

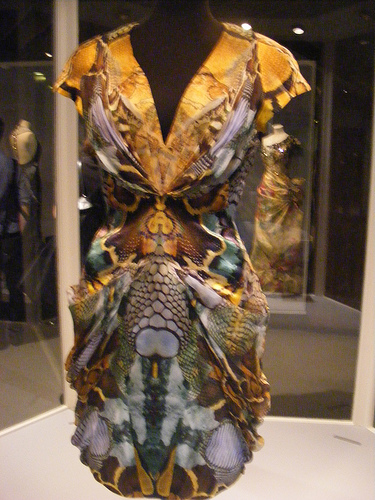
Bộ váy Alexander McQueen từ show diễn cuối cùng, được trưng bày tại Bảo tàng Victoria and Albert, Luân Đôn, năm 2009.

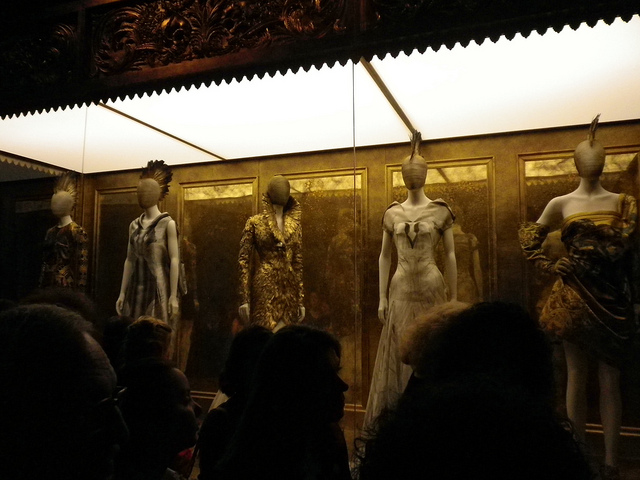
Một bộ trưng bày từ triển lãm "Savage Beauty", một cuộc hồi tưởng về các thiết kế của Alexander McQueen tại Bảo tàng nghệ thuật Metropolitan, Thành phố New York, năm 2011.

Thương hiệu Alexander McQueen được nhà thiết kế Alexander McQueen thành lập vào năm 1992. Các bộ sưu tập đầu tiên của nhà mốt đã phát triển danh tiếng với những vụ nổi loạn và chiêu trò gây sốc (được gọi là "l'enfant terrible" và "kẻ quậy phá trong thời trang Anh"), với những chiếc quần được đặt tên là "bumsters" và một bộ sưu tập mang tựa đề Highland Rape. Alexander McQueen đã tổ chức những show diễn thời trang hoành tráng và độc đáo, như việc tái hiện một vụ đắm tàu cho bộ sưu tập Mùa xuân 2003, trò chơi cờ vua người trong bộ sưu tập Mùa xuân 2005 và show diễn Mùa thu 2006 mang tên Widows of Culloden, trong đó có một hình ảnh ảo của siêu mẫu Kate Moss mặc áo dài vải lấp lánh. Tổng cộng, McQueen đã thiết kế 36 bộ sưu tập cho thương hiệu ở Luân Đôn, bao gồm bộ sưu tập tốt nghiệp MA của mình.
Trong thời gian làm nhà thiết kế trưởng, McQueen đã nhận danh hiệu "Nhà thiết kế Anh của Năm" bốn lần từ năm 1996 đến năm 2003; ông cũng được bổ nhiệm là CBE và được vinh danh là Nhà thiết kế Quốc tế của Năm bởi Hội đồng Nhà thiết kế Thời trang vào năm 2003.
Vào tháng 12 năm 2000, Tập đoàn Gucci đã mua 51% cổ phần của công ty Alexander McQueen và bổ nhiệm ông làm Giám đốc Sáng tạo, trước khi mở cửa hàng ở Luân Đôn, Milan, New York, Los Angeles và Las Vegas. Vào ngày 31 tháng 10 năm 2011, Alexander McQueen mở cửa hàng đầu tiên tại Bắc Kinh với một show diễn thời trang. Sau khi được mua lại, các buổi trình diễn thời trang của thương hiệu đã được chuyển từ Luân Đôn đến Paris, bắt đầu từ bộ sưu tập Xuân/Hè 2002 với bộ sưu tập "The Dance of The Twisted Bull" vào ngày 6 tháng 10 năm 2001.
Alexander McQueen ra mắt bộ sưu tập thời trang nam đầu tiên vào Mùa xuân/Hè 2005 và tiếp tục trình diễn bộ sưu tập của mình trong Tuần lễ thời trang Milan. Công ty đã ra mắt bộ sưu tập nữ Pre-Spring đầu tiên trên sàn diễn cùng với bộ sưu tập nam vào ngày 22 tháng 6 năm 2008 và kể từ đó, công ty đã tiếp tục ra mắt các bộ sưu tập cruise kể từ Mùa xuân 2010.
Alexander McQueen ra mắt cửa hàng trực tuyến tại Hoa Kỳ vào năm 2008. Sau đó, công ty mở rộng với một cửa hàng trực tuyến dành cho thị trường Anh vào năm 2010.
Cái chết của McQueen được công bố vào buổi chiều ngày 11 tháng 2 năm 2010. Lúc ông qua đời, công ty nợ nần lên đến 32 triệu bảng mặc dù công ty đã ghi nhận lợi nhuận từ việc bán túi xách vào năm 2008.
Sarah Burton, người đã là phó giám đốc của McQueen trong 14 năm, trở thành giám đốc sáng tạo cho nhãn hiệu Alexander McQueen sau khi ông qua đời. Công ty tiếp tục mở rộng quy mô toàn cầu trong những năm tiếp theo, và phạm vi sản phẩm cũng mở rộng. Số lượng cửa hàng McQueen trên toàn thế giới đã tăng lên 100 vào cuối năm 2020, với doanh thu ước tính là 500 triệu euro trong năm 2020.

## McQ

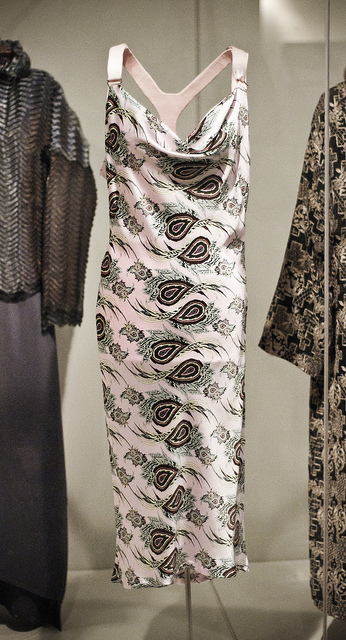
Váy thương hiệu Alexander McQueen, 2011.

Vào ngày 27 tháng 7 năm 2006, công ty ra mắt dòng sản phẩm phân phối giá thấp hơn mang tên McQ. Dòng sản phẩm mới này bao gồm quần áo và phụ kiện nam và nữ, được thiết kế độc quyền bởi Lee Alexander McQueen, sản xuất và phân phối trên toàn thế giới bởi SINV SpA theo điều khoản của một hợp đồng cấp phép năm năm với Alexander McQueen. Được quảng cáo là một dòng sản phẩm denim, McQ tập trung vào thị trường mục tiêu trẻ tuổi. Bộ sưu tập Xuân/Hè 2011 là bộ sưu tập cuối cùng được hợp tác với SINV SpA. Pina Ferlisi được bổ nhiệm làm giám đốc sáng tạo cho dòng sản phẩm vào tháng 6 năm 2010.
Sau khi hợp đồng với SINV SpA hết hạn với bộ sưu tập Xuân/Hè 2011, thương hiệu thông báo vào ngày 11 tháng 10 năm 2010 rằng họ sẽ tiếp quản dòng sản phẩm McQ bằng cách tạo ra một đội ngũ nội bộ mới dưới sự chỉ đạo sáng tạo của Pina Ferlisi, dưới sự lãnh đạo của giám đốc sáng tạo Alexander McQueen Sarah Burton. Đối với chiến dịch đầu tiên của dòng sản phẩm được mua lại, nhiếp ảnh gia Niall O'Brien đã hợp tác với McQ bằng cách đi qua vùng Northwest của Mỹ để chụp hình, tạo ra những hình ảnh gợi lên tinh thần McQ.
Vào tháng 8 năm 2011, công ty thông báo rằng họ sẽ mở cửa hàng McQ độc lập đầu tiên tại Luân Đôn vào năm 2012. Vào tháng 11 năm 2011, công ty thông báo rằng McQ sẽ được trình diễn tại Tuần lễ Thời trang Luân Đôn lần đầu tiên vào tháng 2 năm 2012, và cửa hàng mới có bốn tầng trong một ngôi nhà thời kỳ Georgian sẽ bày bán các sản phẩm thời trang nữ, thời trang nam và phụ kiện.

## Các sự hợp tác
Từ năm 1996 đến 2001, Alexander McQueen đã hợp tác với nhà trang sức Shaun Leane để tạo ra các mẫu trang sức độc quyền cho các buổi trình diễn thời trang.
Vào tháng 1 năm 2003, Alexander McQueen đã hợp tác với nhà nước hoa Jacques Cavallier để ra mắt mùi hương đầu tiên của mình mang tên Kingdom, được ra mắt vào ngày sinh nhật của nhà thiết kế, ngày 17 tháng 3. Phiên bản giới hạn của mùi hương này đã được ra mắt vào năm 2004. Công ty ra mắt mùi hương thứ hai của mình, My Queen, ba năm sau đó vào năm 2006. Vào ngày 10 tháng 10 năm 2003, Alexander McQueen hợp tác với vũ công Michael Clark để tổ chức bộ sưu tập Xuân 2004. Vào ngày 15 tháng 10 năm 2003, Alexander McQueen hợp tác với Björk tại Fashion Rocks, nơi bộ sưu tập Thu 2003 được trình diễn tại Nhà hát Royal Albert Hall.
Năm 2004, Alexander McQueen hợp tác với Safilo thông qua một thỏa thuận cấp phép để ra mắt dòng sản phẩm kính mát. Bộ sưu tập năm 2010 có chứa chi tiết hình đầu lâu đặc trưng của nhà mốt. Cùng năm đó, công ty hợp tác với American Express để ra mắt phiên bản giới hạn của thẻ Centurion độc quyền. Thẻ được cung cấp chỉ dành cho các thành viên thẻ AMEX Platinum theo lời mời. Để ra mắt thẻ, McQueen đã tổ chức một triển lãm tái hiện về các bộ sưu tập của mình từ năm 1995 đến Mùa Thu 2003.
Năm 2005, Alexander McQueen hợp tác với Puma để sản xuất dòng sản phẩm giày dép nam và nữ ra mắt vào Mùa Xuân 2006. Dòng sản phẩm Alexander McQueen PUMA dựa trên sự kết hợp giữa truyền thống và công nghệ, với những yếu tố đối lập. Năm 2008, bộ sưu tập mùa thu 2009 của dòng sản phẩm được mở rộng hoàn toàn để bao gồm quần áo và phụ kiện nam và nữ, kèm theo sự hợp tác với đạo diễn phim Saam Farahmand để sản xuất một bộ phim ngắn 4 phút mang tên Ghost như là một chiến dịch quảng cáo cho bộ sưu tập.
Năm 2007, Alexander McQueen trở thành thương hiệu đầu tiên tham gia trong chiến dịch của MAC Cosmetics với những bộ sưu tập mỹ phẩm được tạo ra bởi các nhà thiết kế thời trang. Bộ sưu tập được ra mắt vào ngày 11 tháng 10 và phản ánh các kiểu trang điểm được sử dụng trên sàn diễn McQueen mùa thu đông. Sự truyền cảm hứng cho bộ sưu tập là bộ phim Cleopatra của Elizabeth Taylor, và do đó các người mẫu có đôi mắt màu xanh, xanh lá cây và xanh dương sắc nét với đường kẻ mắt đen mạnh theo phong cách Ai Cập.
Năm 2008, Alexander McQueen hợp tác với nhà bán lẻ thị trường đại chúng Target trong dự án McQ Alexander McQueen for Target. Đây là sự hợp tác đầu tiên giữa Target và một nhà thiết kế quốc tế. McQueen chọn Leila Moss của The Duke Spirit làm nguồn cảm hứng cho bộ sưu tập này. Bộ sưu tập được ra mắt vào ngày 4 tháng 3 năm 2009, và ban nhạc đã biểu diễn tại buổi ra mắt. Cùng năm đó, Alexander McQueen hợp tác với Samsonite để sản xuất hành lý có hình dạng bên ngoài là ổ xương sườn và xương sườn ở phía sau. Các sản phẩm khác trong bộ sưu tập sử dụng mẫu hoa văn động vật như cá sấu trên bề mặt túi bằng công nghệ cắt laser. Trên sàn diễn thời trang, Alexander McQueen hợp tác với Philip Treacy để tạo ra những chiếc mũ cho bộ sưu tập mùa xuân 2008, và lại hợp tác với bộ sưu tập mùa thu 2009.
Trong học kỳ đầu năm 2009, hàng hiệu chính hãng Lưu trữ 2023-06-20 tại Wayback Machine McQueen cũng hợp tác với vũ công Sylvie Guillem, đạo diễn Robert Lepage và nhà điều chuyển dự án Russell Maliphant, thiết kế trang phục cho vở kịch "Eonnagata", do Robert Lepage đạo diễn. Bộ phim "Sylvie Guillem, on the edge" do công ty sản xuất Pháp A DROITE DE LA LUNE sản xuất, ghi lại toàn bộ quá trình sáng tạo của vở kịch, từ những buổi diễn tập đầu tiên diễn ra ở Quebec cho đến buổi ra mắt thế giới diễn ra vào năm 2008 tại nhà hát Sadler's Wells ở London.
Vào ngày 6 tháng 10 năm 2009, công ty đã hợp tác với SHOWstudio để phát trực tiếp bộ sưu tập Mùa Xuân/Hè 2010 Plato's Atlantis trên trang web của công ty. Những đôi giày từ bộ sưu tập này sau đó đã được giới thiệu trên trang web SHOWstudio. Cùng năm đó, công ty cũng hợp tác với Unkle để sản xuất âm nhạc cho bộ sưu tập Mùa Thu/Đông 2009 của McQ có tên McQ. Sự hợp tác này đã thành công và được mở rộng vào mùa thứ hai cho bộ sưu tập Mùa Xuân/Hè 2010 của McQ, nơi mà CD quảng cáo đã được phát trong túi quà báo chí McQ.
Vào tháng 6 năm 2010, số 58 của tạp chí Visionaire, mang tiêu đề Spirit: A Tribute To Lee Alexander McQueen, đã được phát hành như một lời tri ân đến người sáng lập đã qua đời. Số này đưa ra hình ảnh và cuộc thảo luận với các biên tập viên đã gặp McQueen vào năm 2003 để thảo luận về sự hợp tác mà cuối cùng không thực hiện được. Số này cũng đưa ra các đóng góp từ Lady Gaga, Steven Klein, Nick Knight và Mario Testino Chỉ có 1.500 bản được đánh số, với các trang được làm từ giấy có hạt, sẽ mọc thành hoa dại khi được gieo trồng, tượng trưng cho di sản lâu dài của McQueen.

## Những tranh cãi
Alexander McQueen lần đầu tiên gây ra tranh cãi với bộ sưu tập Mùa xuân/Hè 1995 của mình, nổi bật với chiếc quần "bumster" đặc trưng của anh. Lúc đó, chiếc quần được mô tả là thiếu đạo đức vì nó hầu như không che phủ phần cong tự nhiên của mông. Anh tiếp tục gây chú ý bằng cách đặt tên cho bộ sưu tập Mùa thu/Đông 1995 của mình là Highland Rape (Cưỡng hiếp cao nguyên), mà anh giải thích là về "cưỡng hiếp" của Anh đối với Scotland, một chủ đề có tiếng vọng cá nhân vì gia đình anh có nguồn gốc từ Scotland. Bộ sưu tập này gồm những chiếc váy rách tơi được làm từ những mảnh vụn của tartan và chiffon cùng với một chiếc váy rải tampon.
Năm 1998, Alexander McQueen đã chụp ảnh Aimee Mullins và đưa cô diễn trên sàn catwalk với đôi chân gỗ được chạm khắc tinh xảo - khiến cô trở thành người bị cắt cụt chân đầu tiên xuất hiện trên sàn diễn. Đối với chương trình catwalk Mùa xuân/Hè 1999 không có tiêu đề, chiếc váy bông trắng của Shalom Harlow đã được các robot phun sơn khi cô quay quanh trên một bục. Các nhà hoạt động quyền của động vật và lực lượng cảnh sát mạnh do báo cáo về mối đe dọa bom đã xuất hiện tại chương trình catwalk Mùa thu/Đông 2000 Eshu, do sử dụng lớn da lông trong bộ sưu tập.
McQueen đã bị cáo buộc kỳ thị nữ giới sau chương trình catwalk Mùa thu/Đông 2009 The Horn of Plenty nơi các người mẫu với đôi môi đỏ và đen phồng lớn được so sánh với búp bê tình dục và những chiếc mũ làm từ vật tìm thấy và rác như lon nhôm và băng keo ngụ ý rằng chính các người mẫu là rác. Tương tự, chương trình catwalk nam Mùa thu/Đông 2010 An Bailitheor Cnámh trình diễn các nam giới mang mặt nạ và đầu nón lưới ám chỉ sadomasochism hoặc bondage, và một trong những bộ đồ được in hình xương và hóa thạch người.
Trong chương trình diễn thời trang Plato's Atlantis Mùa xuân/Hè 2010, các người mẫu đã từ chối mang giày armadillo cao 12 inch nay đã trở nên biểu tượng vì lo ngại an toàn. Một trong những người mẫu từ chối, đã ngất trong chương trình diễn Natural Dis-tinction Un-natural Selection Mùa xuân/Hè 2009 sau khi bị bó chặt vào một chiếc corset quá chật. Lady Gaga đã mặc một đôi trong video âm nhạc của mình cho bài hát "Bad Romance" và đã tạo ra một phiên bản bằng sôcôla phủ lên đỉnh bằng vụn lấp lánh cho cửa hàng Giáng sinh của cô vào năm 2011.
Cửa hàng bách hóa Selfridges ở London đã gây tranh cãi khi họ trưng bày một tác phẩm thiết kế của McQueen bị treo cổ từ giàn treo trong cửa sổ. Cửa hàng sau đó đã xin lỗi, nói rằng "việc trưng bày một mặt hàng thời trang từ bộ sưu tập mới của Alexander McQueen bị treo lên chưa bao giờ dự định liên quan đến cái chết đột ngột của nhà thiết kế hay cách anh ta chết."
Vào tháng 10 năm 2010, The Hell's Angels đã kiện công ty vì "lạm dụng biểu tượng hình ảnh đầu chết cánh thiên thần" của họ trong một số sản phẩm trong bộ sưu tập Mùa Thu/Đông 2010 của công ty. Vụ kiện đã được báo cáo rộng rãi trên tất cả các phương tiện truyền thông, Túi xách "Hell's Angels Knuckleduster Box clutch" trị giá 2.325 đô la Mỹ và chiếc khăn quàng cổ "Hells Angels Pashmina" trị giá 560 đô la Mỹ cũng được đề cập trong vụ kiện. Người đại diện của Hells Angels tuyên bố "Điều này không chỉ liên quan đến tiền bạc, mà còn liên quan đến thành viên. Nếu bạn đeo một chiếc nhẫn như thế này, một thành viên có thể rất tức giận vì bạn là một kẻ giả mạo." Nhóm này đòi các công ty ngừng sản xuất các sản phẩm này, thu hồi bất kỳ hàng hóa nào đang được phân phối và trả bồi thường bằng ba lần lợi nhuận mà họ đã kiếm được từ các sản phẩm đó. SAKS từ chối bình luận, Zappos không có bình luận ngay lập tức và công ty mẹ của họ, PPR, không thể liên hệ để bình luận. Công ty đã giải quyết vụ kiện với Hell's Angels sau khi đồng ý loại bỏ tất cả các sản phẩm có hình logo khỏi việc bán trên trang web, cửa hàng và gian hàng của họ và thu hồi bất kỳ món quà nào đã được bán và tiêu hủy chúng.
Tương tự, nhà thiết kế trang phục Jany Temime đã bị chỉ trích vì sao chép một chiếc váy từ bộ sưu tập Mùa Thu/Đông 2008 "The Girl Who Lived in the Tree", trong công việc làm trang phục cho bộ phim Harry Potter and the Deathly Hallows. Temime đã cho rằng cô "muốn nó trở thành chiếc váy cưới phù thuỷ nhưng không phải là chiếc váy Halloween. Chiếc váy màu trắng nhưng cần có một cái gì đó đặc biệt. Vì vậy, có chim phượng hoàng [hình tượng], con chim, là biểu tượng của tình yêu vì có sự tái sinh, tình yêu không bao giờ chết, nó được sinh ra lại." Tuy nhiên, những con chim trên bản gốc của McQueen thực tế là chim công, và mặc dù Temime đã thay đổi huy hiệu trên đầu chim để làm cho chúng trông giống "phượng hoàng" hơn, nhưng cô đã bỏ qua việc thay đổi bất kỳ chi tiết nào khác của chim, bao gồm cả những chiếc lông đuôi công khá rõ ràng. Câu chuyện này đã được báo chí thời trang đưa tin rộng rãi.

## Từ sau Lee Alexander McQueen đến ngày nay

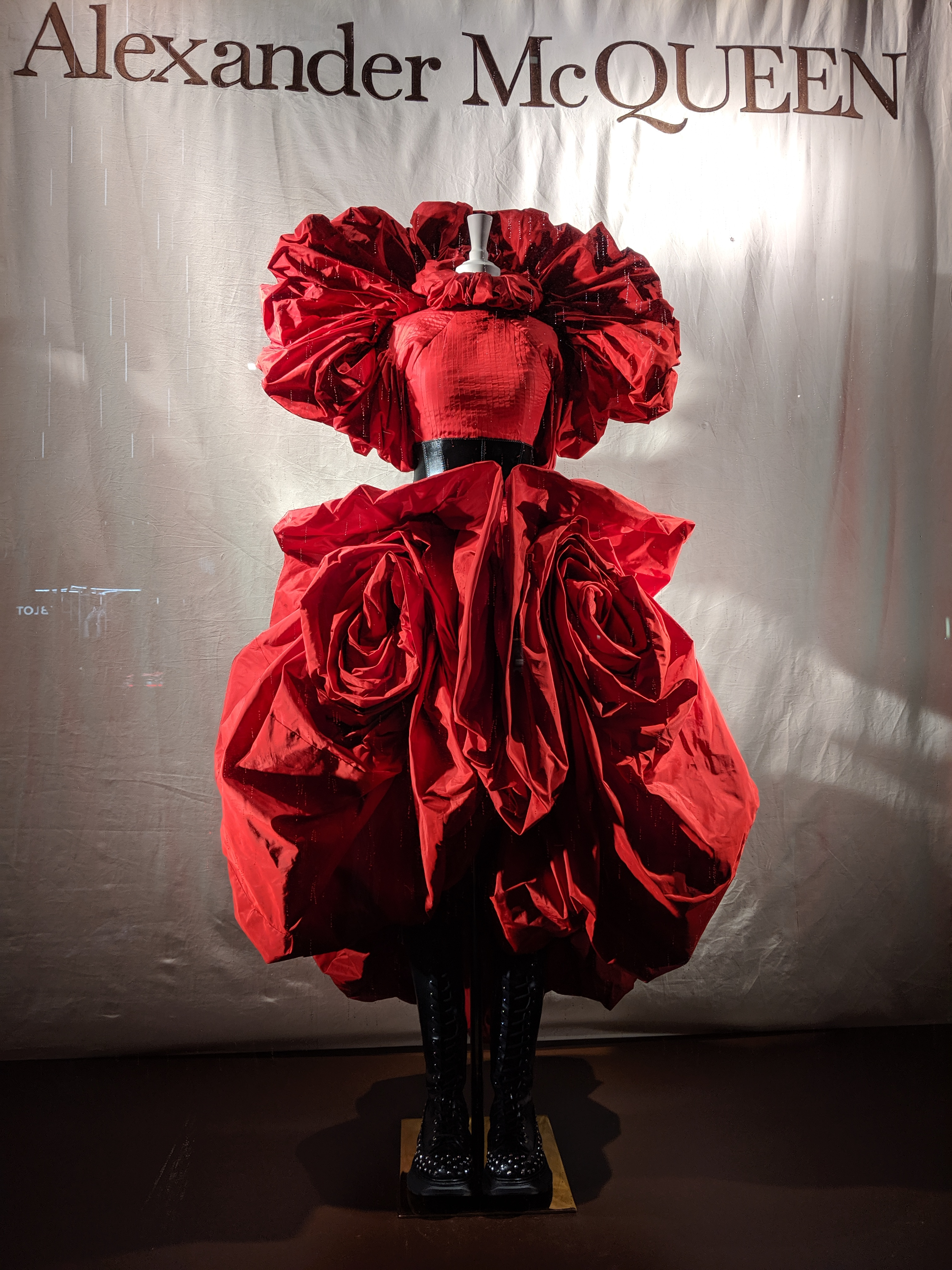
Áo váy Alexander McQueen do Sarah Burton thiết kế, bộ sưu tập Thu 2019

Ngày 18 tháng 2 năm 2010, Robert Polet, tổng giám đốc và chủ tịch của Tập đoàn Gucci, thông báo rằng công việc của Alexander McQueen sẽ tiếp tục mà không có sự tham gia của người sáng lập và giám đốc sáng tạo. Ông cũng cho biết rằng bộ sưu tập của McQueen sẽ được trình diễn trong Tuần lễ Thời trang Paris.
Ngày 27 tháng 5 năm 2010, Sarah Burton, người trợ lí thiết kế hàng đầu của McQueen từ năm 1996, được thông báo là giám đốc sáng tạo mới của thương hiệu Alexander McQueen, và còn có kế hoạch ra mắt bộ sưu tập nội y nam vào tháng 6 năm 2010. Dòng nội y này mang các họa tiết kinh điển từ bộ sưu tập lưu trữ của McQueen và có logo trên đai quần, và một phần thu nhập từ bộ sưu tập nội y Alexander McQueen sẽ được chuyển gửi cho các tổ chức từ thiện chống AIDS trên khắp thế giới.
Burton ra mắt show thời trang nam đầu tiên của McQueen mang tên Pomp and Circumstance vào tháng 6 năm 2010, nhận được đánh giá tích cực từ giới phê bình, nhấn mạnh sự tĩnh lặng của sự kiện này. Cô cũng ra mắt bộ sưu tập nữ thời trang resort của thương hiệu sau đó, được ca ngợi vì tính nhẹ nhàng và mang "điểm nhấn của phụ nữ". Burton trình diễn show thời trang nữ đầu tiên của mình vào ngày 5 tháng 10 năm 2010 tại Paris, nơi cô nói về tầm nhìn của mình cho thương hiệu sẽ "nhẹ nhàng hơn". Show diễn được ca ngợi là một trong những show mạnh nhất tại Tuần lễ Thời trang Paris, "đầy những đặc trưng và ý tưởng của McQueen" và có "tầm nhìn tích cực hơn nhiều". Ca khúc "I'll Be There" của Michael Jackson được phát trong phần kết thúc của show diễn.
Giám đốc sáng tạo Sarah Burton đã thiết kế chiếc váy mà Catherine Middleton mặc trong đám cưới với Hoàng tử William, Công tước Cambridge vào ngày thứ Sáu, ngày 29 tháng 4 năm 2011.
Một phân tích về các cuộc trò chuyện trực tuyến cho thấy Alexander McQueen tạo ra những cảm xúc mạnh mẽ nhất về niềm đam mê thương hiệu trong Bảng xếp hạng Đam mê Thương hiệu của NetBase.
Họa viện New York tại thành phố New York đã tổ chức một triển lãm sau khi Alexander McQueen qua đời vào năm 2011 mang tựa đề Savage Beauty. Mặc dù chỉ diễn ra trong vòng ba tháng, triển lãm này đã trở thành một trong những triển lãm phổ biến nhất trong lịch sử của viện bảo tàng. Triển lãm này rất thành công đến mức các fan của Alexander McQueen và các chuyên gia trong ngành thời trang trên toàn thế giới đã bắt đầu tập hợp tại Change.org để "Mang Triển lãm Savage Beauty của Alexander McQueen Đi Du Lịch" để tôn vinh McQueen và biến tầm nhìn của ông trở thành hiện thực: chia sẻ công việc của ông với cả thế giới. Triển lãm này kỷ niệm tầm nhìn và sự sáng tạo của McQueen. Nó bao gồm một trăm thiết kế nổi tiếng nhất, được lấy từ bộ sưu tập lưu trữ tại Luân Đôn.
Triển lãm Savage Beauty được mang đến Bảo tàng Victoria & Albert tại Luân Đôn từ ngày 14 tháng 3 đến ngày 2 tháng 8 năm 2015.
Ngày 28 tháng 11 năm 2011, Sarah Burton đã giành giải Nhà thiết kế của năm tại British Fashion Awards 2011.
Vào tháng 1 năm 2014, Harley Hughes là người thiết kế trưởng của bộ sưu tập thời trang nam của Alexander "McQueen" trong show diễn mùa thu 2014. Sau buổi trình diễn, cả Sarah Burton, giám đốc sáng tạo, và Harley Huges đều chào khán giả.
Vào tháng 7 năm 2015, Catherine Middleton (hiện là Catherine, Công nương xứ Wales), mặc một bộ trang phục toàn màu kem của Alexander McQueen trong lễ rửa tội của Công chúa Charlotte.
Vào tháng 5 năm 2016, tại Trụ sở của UNESCO, thương hiệu Alexander McQueen đã giành giải Prix Versailles cho cửa hàng rue Saint-Honoré của mình tại Paris.